# ولادیمیر کریوکوف (ورزشکار)
ولادیمیر کریوکوف (روسی: Владимир Николаевич Крюков؛ ۲ اکتبر ۱۹۲۵ – ) قایقران روئینگ اهل روسیه بود.
وی در مسابقات کشوری و بین‌المللی در مجموع برندهٔ ۳ مدال طلا، ۱ مدال نقره شده‌است.